# Mikleuška (jezero)
Mikleuška je slatkovodno jezero u Republici Hrvatskoj, u sastavu Grada Kutina, Sisačko-moslavačka županija. Izgleda više kao bara, a zaraslo je u vrbinje.
Uzvodno uz potok na planinarskom putu ostaci su ribnjaka. Dalje uzvodno dolazi se do povišene visoravni na brdu na kojem se nalaze ostaci pavlinskog samostana Bela Crkva, koji je sa sve četiri strane okružen potokom i opkopom. Nizbrdo od jezera nalazi se lokacija Paklenjača, iz koje su još 1898. vadili paklinu, o čemu je u Gospodarskom listu pisao još Ljudevit Vukotinović davne 1855. godine.
Jezero je takvo da u sredini nikada ne zamrzne. Prema pripovijedanjima tamošnjih intelektualaca, postoji lokalna predaja da su jednom u ovo jezero pala 4 vola i volar, a izašli kod Lonje. Povezanost jezera s Lonjom još treba znanstveno dokazati.